# Guillermo Filippo
Guillermo Filippo (ca. 1970) es un pelotari argentino ganador de una medalla de bronce en los Juegos Olímpicos de Barcelona 1992, donde se incluyó a la pelota vasca como deporte de exhibición. Fue también campeón en los Juegos Panamericanos de 1991 en La Habana, 1995 en Mar Del Plata y 2003 en Santo Domingo. En 1993 y 1998 fue campeón en los Campeonatos Panamericanos de Pelota Vasca.
TÍTULOS NACIONALES:

### Juegos Olímpicos de Barcelona 1992 (deporte exhibición)
•	Campeón Argentino Infantiles ´84 (Trinquete);
•	Campeón metropolitano de 6° categoría 84´;
- Paleta cuero en frontón 36m: medalla de bronce

•	Campeón metropolitano de 3° categoría 85´;
•	Campeón Argentino Menores ´86 (Trinquete);

### Juegos Panamericanos
•	Campeón Argentino Juveniles ´86 (Trinquete);
•	Campeón Argentino Juveniles ´87 (Trinquete);
- 1991, La Habana: paleta cuero en trinquete (medalla de oro)

•	Campeón Metropolitano de 1° “A” Categoría Mayores ´89. (Trinquete);
•	Premio revelación Clarín 89´.-

### Campeonatos Panamericanos de Pelota Vasca
•	Ternado estatuilla COMEDE de plata (Confederación Metropolitana de Deportes) noviembre 03´.-
- 1993, I, La Habana: paleta cuero en trinquete (medalla de oro)

•	Campeón Metropolitano apertura de 1° “A” Categoría Mayores ´09 (Trinquete)
- 1998, II, Caracas: paleta cuero en frontón 36m (medalla de oro)

TITULOS INTERNACIONALES:
- 1998, II, Caracas: pala corta en frontón 36m (medalla de plata)

•	Medalla de plata, Copa del Mundo (Barcelona – España) 07´ en paleta con pelota de cuero en frontón.-
•	Medalla de oro, Mundial de mayores (DF – México) 06´ en paleta con pelota de cuero en trinquete.-
•	Medalla de bronce, Copa del Mundo (Bayona – Francia) 04´ en paleta con pelota de cuero en trinquete.-
•	Medalla de bronce, Copa del Mundo (Brive-Francia) 03´ en Pala Corta.-
•	Medalla de oro, Copa del Mundo (Brive-Francia) 03´ en paleta con pelota de cuero en frontón.-
•	Medalla de oro, Juegos Panamericanos (Santo Domingo-República Dominicana) 03´ en Paleta con pelota de cuero en frontón.-
•	Medalla de bronce, Juegos Panamericanos (Santo Domingo-República Dominicana) 03´ en Frontenis.-
•	Medalla de bronce, Mundial de mayores (Pamplona-España) 02´ en paleta con pelota de cuero en frontón.-
•	Medalla de oro, Copa del mundo (Bayona-Francia) 00´ en Paleta con pelota de cuero en trinquete;
•	Medalla de bronce, Copa del mundo (Almería-España) 99´ en Pala corta;
•	Medalla de oro, Juegos Panamericanos de Pelota vasca (Caracas-Venezuela) ´98 en Paleta con pelota de cuero en frontón;
•	Medalla de plata, Juegos Panamericanos de Pelota vasca (Caracas-Venezuela) 98´ en Pala corta;
•	Medalla de oro, Juegos Panamericanos (Mar del Plata-Argentina) 95´ en Paleta con pelota de cuero en frontón;
•	Medalla de bronce, Juegos Panamericanos (Mar del Plata-Argentina) 95´ en Pala Corta;
•	Medalla de oro, Juegos Panamericanos de Pelota (DF-México) 93´ en paleta con pelota de cuero en trinquete;
•	Medalla de oro, Juegos Panamericanos de Pelota (DF-México) 93´ en paleta con pelota de cuero en frontón;
•	Medalla de bronce, Juegos Olímpicos (Barcelona-España) ´92 en Paleta con pelota de cuero en frontón;
•	Medalla de bronce, Juegos Olímpicos (Barcelona-España) ´92 en Frontenis;
•	Medalla de oro, Juegos Panamericanos (La Habana-Cuba) ´91 en Paleta con pelota de cuero en trinquete;
•	Medalla de bronce, Juegos Panamericanos (La Habana-Cuba) ´91 en Pala corta.-
•	Medalla de oro, Campeonato Mundial Juvenil (París-Francia) ´88 en Paleta con pelota de cuero en trinquete;
•	Medalla de oro, Campeonato Mundial Juvenil (París-Francia) ´88 en Paleta con pelota de goma en trinquete;
LOGROS COMO TECNICO DE LA SELECCIÓN NACIONAL DE PELOTA VASCA (PERIODO ENTRE 2011 A 2014)
•	MEDALA DE ORO PELOTA CUERO TRINQUETE PANAMERICANOS GUADALAJARA 2011
•	MEDALA DE ORO PALETA GOMA HOMBRES PANAMERICANOS GUADALAJARA 2011
•	MEDALLA BRONCE PALETA CUERO FRONTON PANAMERICANOS GUADALAJARA 2011
•	MEDALLA ORO PALETA GOMA HOMBRES COPA DEL MUNDO PAMPLONA 2012
•	MEDALLA BRONCE PALETA CUERO COPA DEL MUNDO PAMPLONA 2012
•	MEDALLA DE PLATA MUNDIAL SUB 22 TARBES 2012
•	MEDALLA DE BRONCE MUNDIAL SUB 22 TARBES 2012
•	MEDALA DE ORO PELOTA CUERO TRINQUETE PANAMERICANOS GUADALAJARA 2011
•	MEDALA DE ORO PALETA GOMA HOMBRES PANAMERICANOS GUADALAJARA 2011
•	MEDALLA BRONCE PALETA CUERO FRONTON PANAMERICANOS GUADALAJARA 2011
•	MEDALLA ORO PALETA GOMA HOMBRES COPA DEL MUNDO PAMPLONA 2012
•	MEDALLA BRONCE PALETA CUERO COPA DEL MUNDO PAMPLONA 2012
•	MEDALLA DE PLATA PALA CORTA MUNDIAL SUB 22 TARBES 2012
•	MEDALLA DE BRONCE PALETA CUERO FRONTON MUNDIAL SUB 22 TARBES 2012
•	MEDALLA DE BRONCE PALETA CUERO FRONTON COPA DEL MUNDO 2020 LE HAILLEN 2013
•	MEDALLA DE ORO PALETA GOMA MUNDIAL SUB 22 COLONIA 2013
•	MEDALLA DE ORO PALETA GOMA MUNDIAL MAYORES DF MEXICO 2014
•	MEDALLA DE ORO PALETA CON PELOTA DE CUERO MUNDIAL MAYORES DF MEXICO 2014

### Juegos Olímpicos de Barcelona 1992 (deporte exhibición)
•	Campeón Argentino Infantiles ´84 (Trinquete);
•	Campeón metropolitano de 6° categoría 84´;
- Paleta cuero en frontón 36m: medalla de bronce

•	Campeón metropolitano de 3° categoría 85´;
•	Campeón Argentino Menores ´86 (Trinquete);

### Juegos Panamericanos
•	Campeón Argentino Juveniles ´86 (Trinquete);
•	Campeón Argentino Juveniles ´87 (Trinquete);
- 1991, La Habana: paleta cuero en trinquete (medalla de oro)

•	Campeón Metropolitano de 1° “A” Categoría Mayores ´89. (Trinquete);
•	Premio revelación Clarín 89´.-

### Campeonatos Panamericanos de Pelota Vasca
•	Ternado estatuilla COMEDE de plata (Confederación Metropolitana de Deportes) noviembre 03´.-
- 1993, I, La Habana: paleta cuero en trinquete (medalla de oro)

•	Campeón Metropolitano apertura de 1° “A” Categoría Mayores ´09 (Trinquete)
- 1998, II, Caracas: paleta cuero en frontón 36m (medalla de oro)

TITULOS INTERNACIONALES:
- 1998, II, Caracas: pala corta en frontón 36m (medalla de plata)

•	Medalla de plata, Copa del Mundo (Barcelona – España) 07´ en paleta con pelota de cuero en frontón.-
•	Medalla de oro, Mundial de mayores (DF – México) 06´ en paleta con pelota de cuero en trinquete.-
•	Medalla de bronce, Copa del Mundo (Bayona – Francia) 04´ en paleta con pelota de cuero en trinquete.-
•	Medalla de bronce, Copa del Mundo (Brive-Francia) 03´ en Pala Corta.-
•	Medalla de oro, Copa del Mundo (Brive-Francia) 03´ en paleta con pelota de cuero en frontón.-
•	Medalla de oro, Juegos Panamericanos (Santo Domingo-República Dominicana) 03´ en Paleta con pelota de cuero en frontón.-
•	Medalla de bronce, Juegos Panamericanos (Santo Domingo-República Dominicana) 03´ en Frontenis.-
•	Medalla de bronce, Mundial de mayores (Pamplona-España) 02´ en paleta con pelota de cuero en frontón.-
•	Medalla de oro, Copa del mundo (Bayona-Francia) 00´ en Paleta con pelota de cuero en trinquete;
•	Medalla de bronce, Copa del mundo (Almería-España) 99´ en Pala corta;
•	Medalla de oro, Juegos Panamericanos de Pelota vasca (Caracas-Venezuela) ´98 en Paleta con pelota de cuero en frontón;
•	Medalla de plata, Juegos Panamericanos de Pelota vasca (Caracas-Venezuela) 98´ en Pala corta;
•	Medalla de oro, Juegos Panamericanos (Mar del Plata-Argentina) 95´ en Paleta con pelota de cuero en frontón;
•	Medalla de bronce, Juegos Panamericanos (Mar del Plata-Argentina) 95´ en Pala Corta;
•	Medalla de oro, Juegos Panamericanos de Pelota (DF-México) 93´ en paleta con pelota de cuero en trinquete;
•	Medalla de oro, Juegos Panamericanos de Pelota (DF-México) 93´ en paleta con pelota de cuero en frontón;
•	Medalla de bronce, Juegos Olímpicos (Barcelona-España) ´92 en Paleta con pelota de cuero en frontón;
•	Medalla de bronce, Juegos Olímpicos (Barcelona-España) ´92 en Frontenis;
•	Medalla de oro, Juegos Panamericanos (La Habana-Cuba) ´91 en Paleta con pelota de cuero en trinquete;
•	Medalla de bronce, Juegos Panamericanos (La Habana-Cuba) ´91 en Pala corta.-
•	Medalla de oro, Campeonato Mundial Juvenil (París-Francia) ´88 en Paleta con pelota de cuero en trinquete;
•	Medalla de oro, Campeonato Mundial Juvenil (París-Francia) ´88 en Paleta con pelota de goma en trinquete;
LOGROS COMO TECNICO DE LA SELECCIÓN NACIONAL DE PELOTA VASCA (PERIODO ENTRE 2011 A 2014)
•	MEDALA DE ORO PELOTA CUERO TRINQUETE PANAMERICANOS GUADALAJARA 2011
•	MEDALA DE ORO PALETA GOMA HOMBRES PANAMERICANOS GUADALAJARA 2011
•	MEDALLA BRONCE PALETA CUERO FRONTON PANAMERICANOS GUADALAJARA 2011
•	MEDALLA ORO PALETA GOMA HOMBRES COPA DEL MUNDO PAMPLONA 2012
•	MEDALLA BRONCE PALETA CUERO COPA DEL MUNDO PAMPLONA 2012
•	MEDALLA DE PLATA MUNDIAL SUB 22 TARBES 2012
•	MEDALLA DE BRONCE MUNDIAL SUB 22 TARBES 2012
•	MEDALA DE ORO PELOTA CUERO TRINQUETE PANAMERICANOS GUADALAJARA 2011
•	MEDALA DE ORO PALETA GOMA HOMBRES PANAMERICANOS GUADALAJARA 2011
•	MEDALLA BRONCE PALETA CUERO FRONTON PANAMERICANOS GUADALAJARA 2011
•	MEDALLA ORO PALETA GOMA HOMBRES COPA DEL MUNDO PAMPLONA 2012
•	MEDALLA BRONCE PALETA CUERO COPA DEL MUNDO PAMPLONA 2012
•	MEDALLA DE PLATA PALA CORTA MUNDIAL SUB 22 TARBES 2012
•	MEDALLA DE BRONCE PALETA CUERO FRONTON MUNDIAL SUB 22 TARBES 2012
•	MEDALLA DE BRONCE PALETA CUERO FRONTON COPA DEL MUNDO 2020 LE HAILLEN 2013
•	MEDALLA DE ORO PALETA GOMA MUNDIAL SUB 22 COLONIA 2013
•	MEDALLA DE ORO PALETA GOMA MUNDIAL MAYORES DF MEXICO 2014
•	MEDALLA DE ORO PALETA CON PELOTA DE CUERO MUNDIAL MAYORES DF MEXICO 2014

## Palmarés
TÍTULOS NACIONALES:
•	Campeón Argentino Infantiles ´84 (Trinquete); 
•	Campeón metropolitano de 6° categoría 84´;
•	Campeón metropolitano de 3° categoría 85´;
•	Campeón Argentino Menores ´86 (Trinquete); 
•	Campeón Argentino Juveniles ´86 (Trinquete); 
•	Campeón Argentino Juveniles ´87 (Trinquete); 
•	Campeón Metropolitano de 1° “A” Categoría Mayores ´89. (Trinquete);
•	Premio revelación Clarín 89´.-
•	Ternado estatuilla COMEDE de plata (Confederación Metropolitana de Deportes) noviembre 03´.-
•	Campeón Metropolitano apertura de 1° “A” Categoría Mayores ´09 (Trinquete)
TITULOS INTERNACIONALES:
•	Medalla de plata, Copa del Mundo (Barcelona – España) 07´ en paleta con pelota de cuero en frontón.-
•	Medalla de oro, Mundial de mayores (DF – México) 06´ en paleta con pelota de cuero en trinquete.-
•	Medalla de bronce, Copa del Mundo (Bayona – Francia) 04´ en paleta con pelota de cuero en trinquete.-
•	Medalla de bronce, Copa del Mundo (Brive-Francia) 03´ en Pala Corta.-
•	Medalla de oro, Copa del Mundo (Brive-Francia) 03´ en paleta con pelota de cuero en frontón.- 
•	Medalla de oro, Juegos Panamericanos (Santo Domingo-República Dominicana) 03´ en Paleta con pelota de cuero en frontón.- 
•	Medalla de bronce, Juegos Panamericanos (Santo Domingo-República Dominicana) 03´ en Frontenis.- 
•	Medalla de bronce, Mundial de mayores (Pamplona-España) 02´ en paleta con pelota de cuero en frontón.- 
•	Medalla de oro, Copa del mundo (Bayona-Francia) 00´ en Paleta con pelota de cuero en trinquete; 
•	Medalla de bronce, Copa del mundo (Almería-España) 99´ en Pala corta; 
•	Medalla de oro, Juegos Panamericanos de Pelota vasca (Caracas-Venezuela) ´98 en Paleta con pelota de cuero en frontón; 
•	Medalla de plata, Juegos Panamericanos de Pelota vasca (Caracas-Venezuela) 98´ en Pala corta; 
•	Medalla de oro, Juegos Panamericanos (Mar del Plata-Argentina) 95´ en Paleta con pelota de cuero en frontón; 
•	Medalla de bronce, Juegos Panamericanos (Mar del Plata-Argentina) 95´ en Pala Corta; 
•	Medalla de oro, Juegos Panamericanos de Pelota (DF-México) 93´ en paleta con pelota de cuero en trinquete;
•	Medalla de oro, Juegos Panamericanos de Pelota (DF-México) 93´ en paleta con pelota de cuero en frontón;
•	Medalla de bronce, Juegos Olímpicos (Barcelona-España) ´92 en Paleta con pelota de cuero en frontón; 
•	Medalla de bronce, Juegos Olímpicos (Barcelona-España) ´92 en Frontenis; 
•	Medalla de oro, Juegos Panamericanos (La Habana-Cuba) ´91 en Paleta con pelota de cuero en trinquete; 
•	Medalla de bronce, Juegos Panamericanos (La Habana-Cuba) ´91 en Pala corta.-
•	 Medalla de oro, Campeonato Mundial Juvenil (París-Francia) ´88 en Paleta con pelota de cuero en trinquete; 
•	Medalla de oro, Campeonato Mundial Juvenil (París-Francia) ´88 en Paleta con pelota de goma en trinquete; 
LOGROS COMO TECNICO DE LA SELECCIÓN NACIONAL DE PELOTA VASCA (PERIODO ENTRE 2011 A 2014)
•	MEDALA DE ORO PELOTA CUERO TRINQUETE PANAMERICANOS GUADALAJARA 2011
•	MEDALA DE ORO PALETA GOMA HOMBRES PANAMERICANOS GUADALAJARA 2011
•	MEDALLA BRONCE PALETA CUERO FRONTON PANAMERICANOS GUADALAJARA 2011
•	MEDALLA ORO PALETA GOMA HOMBRES COPA DEL MUNDO PAMPLONA 2012
•	MEDALLA BRONCE PALETA CUERO COPA DEL MUNDO PAMPLONA 2012
•	MEDALLA DE PLATA MUNDIAL SUB 22 TARBES 2012
•	MEDALLA DE BRONCE MUNDIAL SUB 22 TARBES 2012
•	MEDALA DE ORO PELOTA CUERO TRINQUETE PANAMERICANOS GUADALAJARA 2011
•	MEDALA DE ORO PALETA GOMA HOMBRES PANAMERICANOS GUADALAJARA 2011
•	MEDALLA BRONCE PALETA CUERO FRONTON PANAMERICANOS GUADALAJARA 2011
•	MEDALLA ORO PALETA GOMA HOMBRES COPA DEL MUNDO PAMPLONA 2012
•	MEDALLA BRONCE PALETA CUERO COPA DEL MUNDO PAMPLONA 2012
•	MEDALLA DE PLATA PALA CORTA MUNDIAL SUB 22 TARBES 2012
•	MEDALLA DE BRONCE PALETA CUERO FRONTON MUNDIAL SUB 22 TARBES 2012
•	MEDALLA DE BRONCE PALETA CUERO FRONTON COPA DEL MUNDO 2020 LE HAILLEN 2013
•	MEDALLA DE ORO PALETA GOMA MUNDIAL SUB 22 COLONIA 2013
•	MEDALLA DE ORO PALETA GOMA MUNDIAL MAYORES DF MEXICO 2014
•	MEDALLA DE ORO PALETA CON PELOTA DE CUERO MUNDIAL MAYORES DF MEXICO 2014